# Kabinett Dupuy II

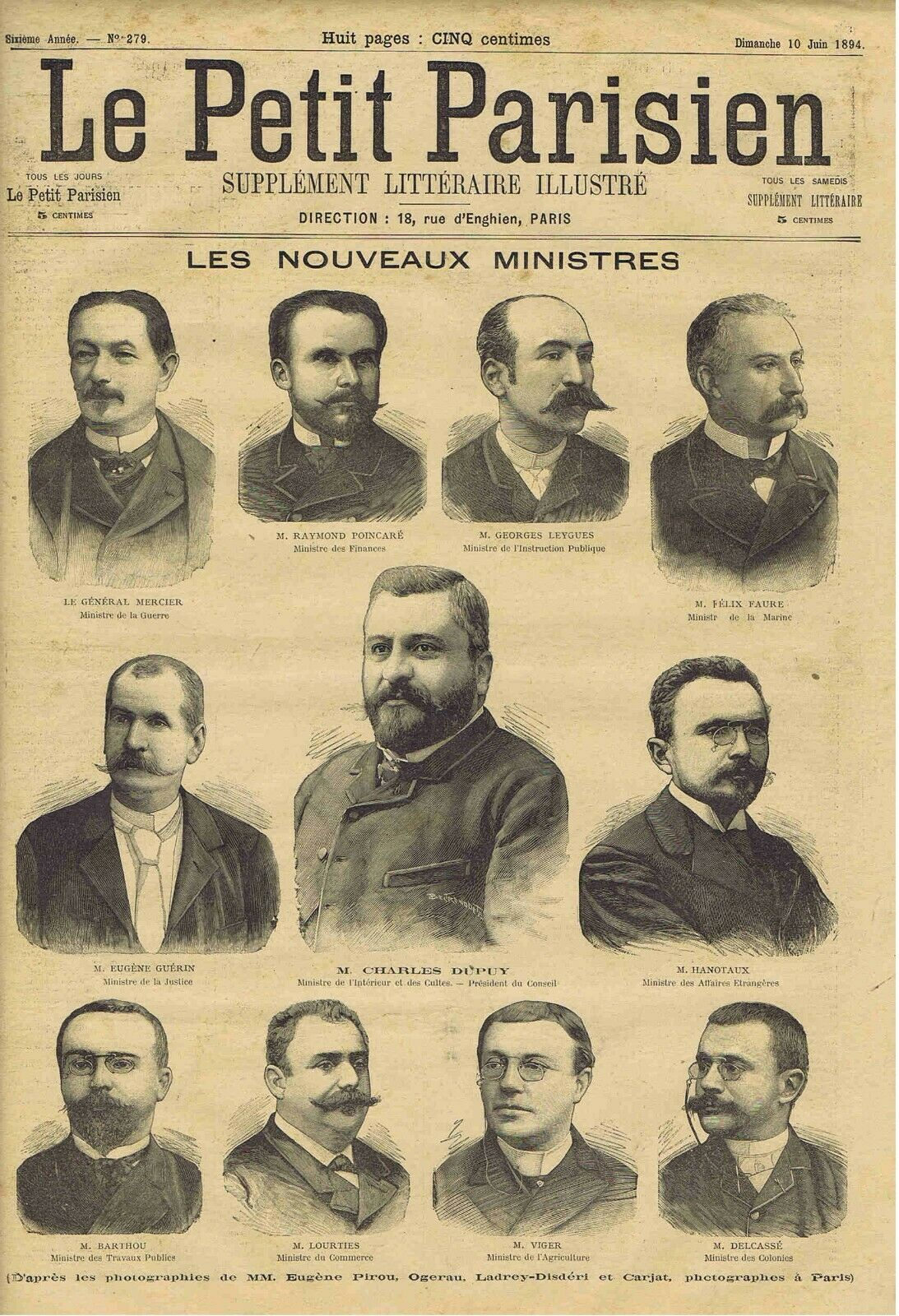
Gouvernement Charles Dupuy II - Le Petit Parisien

Das zweite Kabinett Dupuy war eine Regierung der Dritten Französischen Republik. Es wurde am 30. Mai 1894 von Premierminister (Président du Conseil) Charles Dupuy gebildet und löste das Kabinett Casimir-Perier ab. Es blieb bis zum 25. Juni 1894 im Amt und wurde vom Kabinett Dupuy III abgelöst.
Dem Kabinett gehörten Minister folgender Fraktionen (Gruppen) an: Association nationale républicaine (ANR), Républicains modérés (RM), Républicains de gouvernement (RdG), Union républicaine (UR) und Gauche radicale (GR).

## Kabinett
Dem Kabinett gehörten folgende Minister an:
- Premierminister: Charles Dupuy (ANR)
- Innenminister und Religion: Charles Dupuy
- Justizminister: Eugène Guérin[1] (ANR)
- Außenminister: Gabriel Hanotaux (RM)
- Finanzen: Raymond Poincaré (RdG)
- Minister für öffentlichen Unterricht und Kunst: Georges Leygues (RdG)
- Kriegsminister Auguste Mercier
- Minister für Marine: Félix Faure (RdG)
- Minister für öffentliche Arbeiten und Sozialversicherung: Louis Barthou (ANR)
- Minister für Handel: Victor Lourties[2] (UR)
- Landwirtschaftsminister: Albert Viger[3] (GR)
- Minister für die Kolonien: Théophile Delcassé (GR)

## Historische Einordnung
Das Kabinett Dupuy trat nach der Ermordung von Staatspräsident Sadi Carnot am 24. Juni 1894 zurück, um dem Nachfolger eine neue Berufung zu ermöglichen. Jean Casimir-Perier wurde am 27. Juni 1894 zum Nachfolger gewählt.